# Дель-Монте-Форест (Каліфорнія)
Дель-Монте-Форест (англ. Del Monte Forest) — переписна місцевість (CDP) в США, в окрузі Монтерей штату Каліфорнія. Населення — 4204 особи (2020).

## Географія
Дель-Монте-Форест розташований за координатами 36°35′2″ пн. ш. 121°56′48″ зх. д. / 36.58389° пн. ш. 121.94667° зх. д. (36.583834, -121.946714).  За даними Бюро перепису населення США в 2010 році переписна місцевість мала площу 27,57 км², з яких 20,81 км² — суходіл та 6,77 км² — водойми.

## Демографія
Згідно з переписом 2010 року, у переписній місцевості мешкало 4514 осіб у 1925 домогосподарствах у складі 1352 родин. Густота населення становила 164 особи/км².  Було 2811 помешкання (102/км²).
Расовий склад населення:
| - 86,9 % — білих - 8,6 % — азіатів - 1,0 % — чорних або афроамериканців - 0,2 % — корінних американців - 0,1 % — вихідців з тихоокеанських островів - 1,3 % — осіб інших рас |

До двох чи більше рас належало 2,0 %. Частка іспаномовних становила 3,7 % від усіх жителів.
За віковим діапазоном населення розподілялося таким чином: 16,6 % — особи молодші 18 років, 48,8 % — особи у віці 18—64 років, 34,6 % — особи у віці 65 років та старші. Медіана віку мешканця становила 57,8 року. На 100 осіб жіночої статі у переписній місцевості припадало 92,6 чоловіків;  на 100 жінок у віці від 18 років та старших — 90,0 чоловіків також старших 18 років.
Середній дохід на одне домашнє господарство  становив 155 107 доларів США (медіана — 98 646), а середній дохід на одну сім'ю — 142 571 долар (медіана — 109 821). Медіана доходів становила 66 875 доларів для чоловіків та 44 795 доларів для жінок. За межею бідності перебувало 9,8 % осіб, у тому числі 13,4 % дітей у віці до 18 років та 1,8 % осіб у віці 65 років та старших.
Цивільне працевлаштоване населення становило 1622 особи. Основні галузі зайнятості: освіта, охорона здоров'я та соціальна допомога — 32,4 %, науковці, спеціалісти, менеджери — 15,7 %, мистецтво, розваги та відпочинок — 15,6 %.